# Roscanvel
Roscanvel (tiếng Breton: Roskañvel) là một xã của tỉnh Finistère, thuộc vùng Bretagne, miền tây bắc Pháp.

## Dân số
Người dân ở Roscanvel được gọi là Roscanvelistes.